# Рекурзивна скраћеница
Рекурзивна скраћеница представља скраћеницу код које је и сама скраћеница једна од речи чија се прва слова узимају приликом креирања. Пошто се код оваквих скраћеница реч појављује у самој себи, овакво дефинисање може се назвати кружном дефиницијом. Познати примери за ово су "GNU's Not Unix" (ГНУ није јуникс) и "WINE Is Not Emulator" (ВИНО није емулатор).